# Risalamande
Risalamande (fra fauxfransk: riz à l'amande = "ris med mandel"; retten kendes ikke i Frankrig) er en risdessert.
I mange danske hjem er enten risalamande eller risengrød den traditionelle dessert juleaften.

## Historie
Det fortælles, at risalamande skyldes en fransk kok på Hotel d'Angleterre i København.
Risalamande er en dansk tradition, der kendes fra omkring 1900, hvor borgerlige køkkener begyndte at servere risalamande med kirsebærsauce til jul i stedet for risengrød. Tidligere var risengrød af importeret ris og kanel en eksklusiv spise. I de første 50 år af det 20. århundrede var det risengrøden, der var den mest almindelige danske julespise.
Først i rationeringstiden under og efter 2. verdenskrig blev risalamanden den mest foretrukne danske juledessert. Danske husmødre kunne læse i damebladene, at de kunne strække risengrøden ved at tilsætte flødeskum (eller et erstatningsprodukt, da fløde var en mangelvare). Manglen på mandler fik nogle til at erstatte den hele mandel med en knap, da de ikke syntes, de kunne servere risalamande uden mandelgave til.
Traditionen med mandelgave menes at stamme fra en fransk skik fra 1500-tallet, hvor man i de fornemme kredse til helligtrekonger gemte en bønne i en helligtrekongerskage. Den, der fik bønnen, blev ”konge” med hans privilegier.
Mandelgaven menes at være kommet til omkring 1800, hvor bønnen blev erstattet af en mandel og helligtrekongerskagen af risengrøden.

## Tilberedning
Desserten består af ris, mælk, sukker, vanilje, flødeskum og mandler. I opskriften på risalamande i Frøken Jensens Kogebog fra 1901, tilsættes i øvrigt sherry og husblas.
Først koges mælk (eller vand) og ris (grød eller løse) til grød. Når den er kold, blandes den med flødeskum og hakkede mandler for at få en luftig konsistens med lidt knas. Derefter smages til med sukker, rom (eller romessens af rom eller "romaroma")) og vanilje. Retten serveres med (kold eller varm) kirsebærsovs.
Ifølge juletraditionen skal der være én hel mandel i den. Den, der får mandlen, vinder "mandelgaven." Stadig i et fåtal hjem er det en tradition at gemme mandlen i risengrøden. Mange steder er mandelgaven en marcipangris eller chokolade, en bog, Svikmøllen osv.

## Svensk variant
En variant kendes i Sverige som ris à la Malta og spises med syltede mandarinbåde i stedet for kirsebærsovs. Der er også en version med appelsin: apelsinris.
En svensk tradition siger, at den, der får mandlen, vil blive gift inden et år.